# Gotabaya Rajapaksa
Gotabaya Rajapaksa (20 juni 1949) is een Sri Lankaans politicus namens de Sri Lanka Podujana Peramuna. Van 18 november 2019 tot 14 juli 2022 diende hij als president van de Democratisch Socialistische Republiek van Sri Lanka. Zijn broer Mahinda Rajapaksa, eerder de president van het land, diende als premier tot mei 2022.
Na aanhoudende antiregeringsprotesten omwille van de diepe economische crisis in Sri Lanka ontvluchtte president Rajapaksa half juli 2022 het land met een militair vliegtuig en hij diende kort daarna vanuit Singapore zijn ontslag in.

## Familie
Rajapaksa is de vijfde van negen kinderen van oud-politicus D.A. Rajapaksa en zijn vrouw Dandina Dissanayake Rajapaksa. Hij is getrouwd en heeft een zoon.

## Presidentschap
Tussen 2005 en 2015 was Rajapaksa staatssecretaris van Defensie onder het presidentschap van zijn oudere broer Mahinda Rajapaksa. Zijn broer werd bij de presidentsverkiezingen van 2015 niet herkozen, waarna Gotabaya Rajapaksa zich vier jaar later zelf verkiesbaar stelde voor het presidentschap. Bij de verkiezingen op 16 november 2019 kreeg hij ruim 52% van de stemmen en werd daarmee verkozen tot president van Sri Lanka.

### Economische crisis
Sinds 2019 kampte Sri Lanka met steeds grotere economische problemen die zorgden voor aanhoudende demonstraties in 2022. Begin juli van dat jaar verklaarde premier Ranil Wickremesinghe het land failliet. Daarop werd op 9 juli zijn huis in brand gestoken en namen betogers het presidentieel paleis in. Volgens het ministerie van Defensie werd president Rajapaksa al voordien op een veilige plaats ondergebracht. Hij had eerder die dag zijn ontslag aangekondigd. Op 13 juli ontvluchtte Rajapaksa Sri Lanka met een militair vliegtuig naar de Malediven samen met zijn vrouw en 2 lijfwachten. Hij reisde door naar Singapore waar hij op 14 juli arriveerde. Diezelfde dag meldde de woordvoerder van de parlementsvoorzitter dat hij van daaruit zijn ontslag als president had ingediend.